# Lebegés (könyv)
A Lebegés (alcím: Tudományos fantasztikus történetek) Preyer Hugo 1989-ben a Vega-Müszi Kiadó gondozásában megjelent sci-fi novelláskötete.

## Elbeszélések
|  | Alább a cselekmény részletei következnek! |

| A kisepika címe          | Cselekménye |
| ------------------------ | --- |
| Emberek és robotok       | A biológiai evolúciót a gépi evolúció váltotta fel, a korábban mindenhatónak hitt értelmes lény kénytelen-kelletlen átadta helyét a robotoknak. A géplények az ember örökségét átvéve még tökéletesebb világ megvalósítására törekedtek, de kudarcot vallottak. A zsarnokság ellen lázadtak, de egy újabb diktatúrába fajult a hatalomátvételük.                                                                                           |
| A távcsöves ember        | A 21. században (a jövőben) visszavonja-e a modern inkvizíció elé állított tudós merész, megbotránkoztató tanait? |
| Ecce homo                | Az Explorer űrhajó 816 év múlva tért vissza a Földre, ahol közben mélyreható változások történtek. |
| Bemutatkozás             | Jelentések arról, hogy az Atair bolygó küldötte egy hamarosan bekövetkező kozmikus katasztrófára szeretné figyelmeztetni a földieket. |
| Életsíkok                | A Nagy Háború után sugárszennyezésben szenvedő Tavanó és kutyája, Faran - sok száz sorstársukkal együtt - Tai Mangavara professzornak köszönhette az életét. Gyógyulásuk után mindketten az orvost szolgálták. A prof az idő múlásával feleséget hozott a házhoz, de Hari Muni asszony feltűntével is békében éltek. Mindaddig, míg az öreg Tavanót el nem kezdték érdekelni a kutatók laboratóriumában lévő petricsészék és mikroszkópok. |
| A felderítő              | Az idegen békével érkezett, de ezt nem tudta megőrizni, mégis bibliai hős vált belőle. |
| Látomás                  | Rejtélyes ködgondolatok és egy titokzatos férfi találkozása. |
| Lebegés                  | John Sanders űrhajós kapitány 500. küldetéséből hazatérve a leszálláskor apró hibát vétett, ezért pályaalkalmassági vizsgálatra küldték. Itt rég nem látott ismerőse, Dr. Karin Heynes doktornő vezette a vizsgálatot. |
| Mindhalálig              | |
| Labirintus               | |
| Elmegyünk egymás mellett | A sorskutatás mindenkit érdekel, hiszen gyakran a Halál és Fortuna kéz a kézben járnak egymás mellett. Kiket ér utol váratlanul a végzetünk, és kik lesznek a szerencsések? |
| Álomkapu                 | |
| Finálé                   | |
| A fogadás                | Lord Fenimore Whitestone és Sir Patrick O'Brien egy fogadás következményeképpen megtekinti A kék sugár című sci-fi filmet. |
| Anakronisztikus bigámia  | Doktor Lazarus, lengyel középiskolai latintanár házassága a csőd szélére került. Álmaiban - melyek egyre hosszabbra nyúltak - Rómában sétált a Forum Romanumon, újra megnősült, és cselekvő részese lett nagyszabású történelmi eseményeknek. |
| Lyuk az időn             | Tomi a nyári szünetben vidéken pihent a családja nyaralójában, és barangolásai során a környék erdőit, rétjeit fedezte fel. |
| Élettenger               | A novellában a szerzővel együtt egy félelmetes ősvilágba pillanthatunk be. |
| A látogató               | |
| Megérkezés               | |

|  | Itt a vége a cselekmény részletezésének! |